# Meeboldina
Meeboldina é um género botânico pertencente à família Restionaceae.